# 曲柄藓
曲柄藓（学名：Campylopus flexuosus）为曲尾藓科曲柄藓属下的一个种。

## 扩展阅读
- 維基物種上的相關：曲柄藓